# Trdobojci
Trdobojci este o localitate din comuna Videm, Slovenia, cu o populație de 103 locuitori.